# Federico Ricci (politico)
Federico Pietro Ricci (Genova, 20 dicembre 1876 – Genova, 15 novembre 1963) è stato un politico italiano.

## Biografia
Consigliere comunale a Genova e poi sindaco, dal 27 novembre 1920 al 17 maggio 1924, quando si dimise volontariamente per opporsi alla richiesta di concessione della cittadinanza onoraria a Benito Mussolini. Senatore del Regno dal 1922, fu nella seconda metà del 1945 Ministro del tesoro nel Governo Parri di transizione, quindi Senatore della Repubblica dal 1948 al 1953.